# Crucheray
Crucheray – miejscowość i gmina we Francji, w Regionie Centralnym, w departamencie Loir-et-Cher.
Według danych na rok 1990 gminę zamieszkiwało 366 osób, a gęstość zaludnienia wynosiła 14 osób/km² (wśród 1842 gmin Regionu Centralnego Crucheray plasuje się na 784. miejscu pod względem liczby ludności, natomiast pod względem powierzchni na miejscu 453.).